# Grind (chanson)
Pour les articles homonymes, voir Grind.
Singles de Alice in Chains
Got Me Wrong
(1994) Heaven Beside You
(1996)
Grind est une chanson du groupe de rock américain Alice in Chains sorti en 1995, il s'agit du premier single pour promouvoir le troisième album du groupe, Alice in Chains, sorti chez le label Columbia Records. Écrit et composé par Jerry Cantrell et d'une durée de quatre minutes et quarante-cinq secondes, c'est l'une des compositions les plus courtes de l'album.
La chanson figure plus tard sur les compilations du groupe Nothing Safe: Best of the Box (1999), Music Bank (1999), Greatest Hits (2001) et The Essential Alice in Chains (2006).
En 1996, la chanson a été nommée pour un Grammy Award dans la catégorie meilleure performance hard rock. Elle figure également en temps de contenu téléchargeable avec la chanson No Excuses sur le jeu vidéo Rock Band.

## Paroles et musique
Grind semble répondre aux diverses rumeurs qui entouraient le groupe à l'époque. Les premières lignes : « Dans le trou sombre, vous seriez bien avisé / de ne pas planifier mes funérailles avant que le corps meurt », semblent répondre aux rumeurs que le groupe avait rompu et les nombreuses rumeurs de la mort de Layne Staley qui avait eu lieu fréquemment à cette époque. Dans les notes de pochette de Music Bank, le guitariste Jerry Cantrell dit sur la chanson :

« C'était à peu près à la hauteur de la publicité sur les visites annulées, l'héroïne, les amputations, tout, donc c'était une autre chanson pour dire "Va te faire foutre pour dire quelque chose à propos de ma vie". Toute rumeur que vous pouvez l'imaginer, j'ai entendu. Je suis mort plusieurs fois, Layne a été maintes fois morts et des membres perdus. Je reçois sur le téléphone chaque fois que j'entends une nouvelle, "Hey Layne, radio à New York dit que vous avez perdu deux doigts.." "Oh vraiment? Cool.", "Comme la technologie a évolué, il ne nous a coûté que 2 millions se retrouver avec Layne ensemble et nous avons obtenu de meilleures morceaux." »

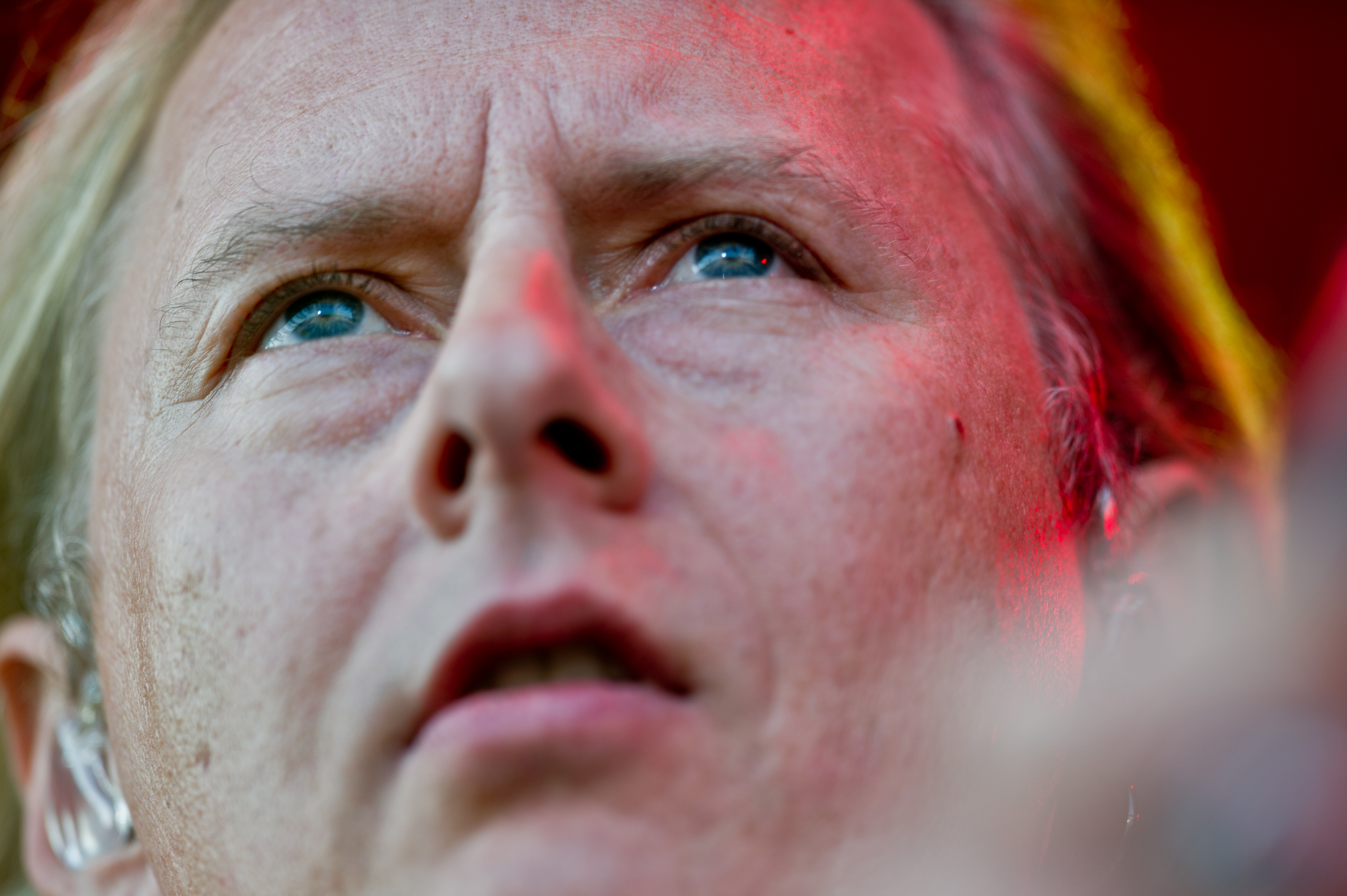
Grind a été écrit par Jerry Cantrell.

La chanson est bâtie autour d'une structure simple caractérisée par un lourd riff de guitare en palm mute en arrière-plan rythmique et un riff de guitare soliste fortement chatoyant, utilisant un pédale wah-wah. Les chants de Layne et de Jerry Cantrell sont harmonisés peuvent être entendus à la fois dans les couplets et refrains de la chanson. La pièce se compose de trois strophes et refrains, répétés plusieurs fois. La composition se termine par un solo de guitare.

## Sortie et réception
La chanson a été divulguée à la radio prématurément si le groupe a sorti via liaison satellite quelques jours plus tard pour combattre les versions illégales qui se joue à tour de rôle. "Grind" est sorti en single en 1995. Grind a culminé au numéro sept sur le Billboard Mainstream Rock Tracks chart et au numéro 18 sur le Billboard Modern Rock Tracks chart. "Grind" "Grind" a atteint le top 30 au Royaume-Uni. "Grind" a été nommé pour le Grammy Award de la meilleure performance hard rock en 1996.
Les critiques éditoriales fréquemment soulignent Grind pour son côté sombres et ses paroles convaincantes.  Jon Wiederhorn de Rolling Stone a déclaré :  « Grind scintille et frémit sous une toile psychédélique à la pédale wah-wah et les harmonies vocales semi-distordue, et possède l'un des nombreux chœurs en crochet remplis de l'album ». Steve Huey de Allmusic considéré la chanson « parmi les meilleurs travaux du groupe », mais a également noté que les pistes moins raffinés de l'album font le mépris de "Grind". En ce qui concerne les rumeurs du groupe, Jon Pareles de The New York Times fait remarquer que la chanson déconseille de croire que ce « que vous avez entendu et ce que vous pensez que vous savez ».

## Clip
Le clip de Grind est sorti en 1995. La vidéo montre le groupe dans le sous-sol d'un vieux bâtiment où l'ensoleillement est le chien (qui est sur la couverture en trépied). Il a été réalisé par Rocky Schenck, qui avait dirigé auparavant le We Die Young, Them Bones et What the Hell Have I. La vidéo a reçu une grande rotation sur MTV à la fin de 1995. La vidéo est disponible sur The Nona Tapes et Music Bank: The Videos.

## Apparitions dans d'autres médias
La chanson est sortie en tant que contenu téléchargeable pour le jeu vidéo Rock Band le 12 janvier 2010.

## Reprise
Il a ensuite été reprise par le groupe de metal alternatif Hurt pour le Layne Staley Tribute 2008.

## Liste des morceaux
1. Grind – 4:45
2. So Close – 2:45
3. Nutshell – 4:19
4. Love, Hate, Love – 6:26

- Les pistes 1 et 2 initialement publiées sur Alice in Chains.
- La piste 3 initialement publiée sur Jar of Flies.
- La piste 4 initialement publiée sur Facelift.

## Personnel
- Layne Staley – chants, guitare rythmique
- Jerry Cantrell – guitare lead, vocals
- Mike Inez – basse
- Sean Kinney – batterie

## Classements hebdomadaires
| Classement (1995-1996)                    | Meilleure position |
| ----------------------------------------- | ------------------ |
| Australie (ARIA Charts)                   | 77                 |
| Canada (RPM Top Singles)                  | 53                 |
| Canada (RPM Rock/Alternative)             | 3                  |
| États-Unis (Alternative Songs)            | 18                 |
| États-Unis (Mainstream Rock Tracks chart) | 7                  |
| Royaume-Uni (UK Singles Chart)            | 23                 |
| Royaume-Uni (UK Rock Chart)               | 1                  |